# JavaML

## JavaML (Java Markup Language)
O JavaML é uma aplicação XML que fornece uma representação alternativa de código Java. Esta ferramenta apresenta-se como sendo bastante útil tornando a representação da informação mais clara visto que são utilizadas as ferramentas e técnicas XML. O resultado final e os dados evidenciados são de grande relevância na realização de um projecto, especialmente no que diz respeito à Engenharia de Software.
A figura ao lado ilustra a diferença entre a visualização de código JAVA com e sem a utilização do JavaML.